# 葛利斯832
葛利斯832（Gliese 832，Gl 832，GJ 832）是一個位於天鶴座的紅矮星（光譜類型M1.5V）。該恆星是距離太陽相對近的恆星，僅16.1光年。其質量和半徑只有太陽的一半。

## 行星系統
葛利斯832周圍有2顆太陽系外行星。
2008年9月發現在葛利斯832旁發現一顆氣體巨行星格利泽832b。它的軌道接近圓形（誤差是可忽略不計的0.05%），屬於長週期行星。該行星會使母恆星在天文測量時產生至少0.95毫角秒的擾動，因此是很好的天文測量候選者。在已知系外行星中它的角距離僅次於波江座εb，雖然因為母恆星和行星對比因素讓直接對該行星攝影是困難的。
2014年時，在葛利斯832旁發現另一顆超級地球葛利斯832c，該行星位於樂觀估計的適居帶內，但是卻位於較保守估計的適居帶外。
| 成員 (依恆星距離) | 质量            | 半長軸 (AU) | 轨道周期 (天) | 離心率      | 傾角 | 半径 |
| ----------------- | --------------- | ----------- | ------------- | ----------- | ---- | ---- |
| c (未确认)        | ≥5.4±1 M⊕       | ?           | 35.68±0.03    | 0.18 ± 0.13 |      |      |
| b                 | ≥0.64 ± 0.06 MJ | 3.4 ± 0.4   | 3416 ± 131    | 0.12 ± 0.11 | —    | —    |

## X射線源
葛利斯832是一個X射線源。